# Gerbillus jamesi
Gerbillus jamesi (Піщанка Джеймса) — вид родини мишеві (Muridae).

## Поширення
Відомий тільки з типового місця знаходження на східному узбережжі Тунісу.